# Берндт Оттомар Вільгельмович
Оттомар Вільгельмович Берндт (1 липня 1896, Рівне — вересень 1941) — український композитор і піаніст німецького походження.

## Біографія
Народився у Рівному. На кладовищі Грабник у Рівному є надгробок батька Оттомара Берндта, Вільгельма (пом. 26.11.1911), поруч, імовірно, матері, Розини (пом. до 1939 р.). Крім Оттомара, вони мали дочок Алю та Розалію. На початку XX століття родина, імовірно, проживала у Харкові.
У 1916 році Оттомар закінчив Перше харківське реальне училище. Закінчив Харківську музичну академію по класу фортепіано і композиції, якийсь час навчався у Семена Богатирьова. З 1921 р. викладав у Харківському музичному технікумі курс обов'язкового фортепіано. З 1926 року Оттомар Вільгельмович почав викладати фортепіано також в Першій музпрофшколі.
Був концертмейстером української хорової капели Державного українського хору. Дружив з композитором Валентином Борисовим і став одним із засновників харківської Асоціації пролетарських музикантів. У 1930-ті роки музичний редактор видавництва «Мистецтво».
Член Спілки композиторів України.
З 1922-го у шлюбі зі співачкою Анною Білогорською, з якою у них була дочка Ляля.
Після початку німецько-радянської війни, наприкінці червня 1941, заарештований як етнічний німець і, ймовірно, розстріляний.
Сім'я Оттомара Берндта отримала повідомлення про його смерть у вересні 1941. У 1942, перед взяттям Харкова, Анна і Ляля Берндти виїхали у Німеччину, де потрапили у табір для переміщених німців і були під наглядом. У таборі Ляля познайомилася з французом Реймондом (Ремі) Кабаре і вийшла за нього заміж. Анна Андріївна Білогорська-Берндт похована на російському цвинтарі Сен-Женев'єв-де-Буа під Парижем; у Франції живуть внуки Оттомара Берндта.

## Творча спадщина
Основу композиторської спадщини Берндта складають масові пісні («Марш Дніпробуду», «Червоноармійська маршова», «Встануть на Рейні і Темзі: марш жовтневих демонстрантів» (слова Миколи Булатовича), «Псалом залізу», цикл «Царицин» та ін.), дитячі пісні, обробки українських народних пісень для хору.
Берндту належать також:
- симфонічна поема «Чотири пісні ашуга»,
- Скерцо для симфонічного оркестру,
- концерт для фортепіано з оркестром,
- фортепіанні п'єси для дітей (1927),
- три п'єси для фортепіано,
- чотири дитячі п'єси (усі — 1930),
- два танці для фортепіано на тему українських народних пісень (1934),
- сюїта на кримськотатарські народні теми,
- балади для фортепіано (1939),
- пед. п'єси для фортепіано (1940–41),
- прелюдії для фортепіано на тему української народної пісні «Благослови, мати, весну закликати» і «Козлик»,
- сюїта й ліричні п'єси для скрипки з фортепіано.

У 1940 р. вийшла збірка інсценувань для дитячих колективів «Весна» з піснями Берндта на вірші Наталі Забіли, Марії Пригари, Х. Левіної та ін.